# 冯舜华 (中建)
冯舜华（1921年4月—1996年1月10日），男，浙江宁波人。又名冯鹏、夏明。中国建筑业人物。曾任中建总公司副董事长。

## 生平
1921年4月出生于浙江省宁波市江北区慈溪县城。16岁参加革命，1938年加入中国共产党。1949年中华人民共和国成立后，历任中共安徽蚌埠市委宣传部部长、组织部部长和市委副书记等职。1953年后，历任建工部长春直属公司处长、建工部基建局副局长、代局长、国家建工总局副局长等职务。1981年至1985年，兼任中国房屋开发公司（中房总公司）首任总经理。1982年12月至1984年4月，担任中建总公司副董事长、党组书记。
1977年在北京发起成立中国建筑学会建筑施工分会，担任第一届理事会主任委员。
退休后享受副部长级待遇。1996年1月10日在北京病逝。